# Албатроси
Албатроси (лат. Diomedeidae) су најчешћа породица птица субполарних вода Антарктика, иако се могу срести у умереним, па и у тропским морима.

## Опис
Велика је океанска птица, тела покривеног белим перјем, сивкасте главе и врата. Горња површина дугих и меких крила, као и кратког репа, је тамносмеђа, скоро црна. Преко ока, према назад, има танку тамну црту. Одрасле птице имају ружичасто-жути кљун. Доња страна крила такође је по ивицама тамна. Младе птице имају сиву главу и врат, и тамни кљун. На кратким ногама међу прстима има пловне кожице. Тело му је дуго око један метар, а распоном крила достигне два и по метра. Један је од најбољих океанских летача који највећи део живота проведе једрећи над хладним субполарним океанима јужне полулопте. Понекад долети до европских обала.

## Исхрана
Храни се морском рибом и мекушцима.

## Размножавање
Гнезди се на пустим острвима у великим колонијама, где у неугледном гнезду одгаји само једно младо. На копно долази само када гради гнездо. Целог живота живи са истом женком.

## Наука

### Таксономија и еволуција
Ознака „албатрос” обухвата између 13 и 24 врсте (број је још увек предмет расправе, а 21 је најчешће прихваћен број) у четири рода. Ови родови су велики албатроси (Diomedea), молимавкси (Thalassarche), севернопацифички албатроси (Phoebastria) и сивии албатроси (Phoebetria). Севернопацифички албатроси се сматрају сестринском таксоном великих албатроса, док се сиви албатроси сматрају ближим молимавксима.
Таксономија групе албатроса била је извор многих дебата. Сибли-Алквистова таксономија смешта морске птице, птице грабљивице и многе друге у знатно проширени ред, Ciconiiformes, док орнитолошке организације у Северној Америци, Европи, Јужној Африци, Аустралији и Новом Зеланду задржавају традиционалнији ред Procellariiformes. Албатроси се могу одвојити од осталих Procellariiformes генетски и кроз морфолошке карактеристике, величину, њихове ноге и распоред њихових носних цеви (видети испод: Морфологија и лет).
У оквиру породице, о додели родова се расправља више од 100 година. Првобитно су стављени у један род, Diomedea. Рајхенбах их је преуредио у четири различита рода 1852. године, а затим их је поново здружио и поново раздвојио неколико пута, при чему је додељено укупно 12 различитих имена рода (иако никада више од осам одједном) до 1965 (Diomedea, Phoebastria, Thalassarche, Phoebetria, Julietata, Galapagornis, Laysanornis, и Penthirenia).
До 1965. године, у покушају да се врати ред у класификацију албатроса, они су сврстани у два рода, Phoebetria (сиви албатроси, који су највише личили на процелариде и који су се у то време сматрали „примитивним”) и „Diomedea” (остатак). Иако је изнет предлог за поједностављење породице (посебно номенклатуре), класификација је заснована на морфолошкој анализи Елиота Куза из 1866. године, и обраћала је мало пажње на новије студије и чак игнорисала неке од Кузових сугестија.
Истраживање Герија Нана из Америчког природњачког музеја (1996) и других истраживача широм света који су проучавали митохондријску ДНК свих 14 прихваћених врста, довела су до проналаска четири, а не две, монофилетске групе унутар албатроса. Они су предложили васкрсење два стара имена рода, Phoebastria за албатросе северног Пацифика и Thalassarche за молимавксе, при чему би велики албатроси задржали назив Diomedea, а сиви албатроси остали у Phoebetria.
Док се део научне заједнице слаже око броја родова, усаглашеност је мање заступљена у погледу броја врста. Историјски гледано, до 80 различитих таксона су описали различити истраживачи; већина њих су биле нетачно идентификоване младе птице.
На основу свог рада на родовима албатроса, Робертсон и Нун су 1998. године предложили ревидирану таксономију са 24 различите врсте, у поређењу са 14 тада прихваћених. Ова проширена таксономија уздигла је многе успостављене подврсте до пуне врсте, али је критикована због тога што у сваком случају није користила информације рецензиране од стране колега да би оправдала подела. Од тада, даље студије су у неким случајевима подржале или оповргле ове поделе. Један рад из 2004. у којем се анализира митохондријска ДНК и микросателити сложио се са закључком да се антиподски албатрос и тристански албатрос разликују од лутајућег албатроса, према Робертсону и Нану, али је открио да се предложени Гибсонов албатрос, Diomedea gibsoni, није разликовао од антиподског албатроса. Највећим делом, привремену таксономију од 21 врсте прихватају ITIS и многи други истраживачи, мада дефинитивно не сви. Године 2004, Пенхалурик и Винк су позвали да се број врста смањи на 13 (укључујући и груписање амстердамског албатроса са лутајућим албатросом), иако је и сам овај рад био контроверзан.
Молекуларна студија Сиблија и Алквеста о еволуцији породица птица нагласила је радијацију Procellariiformes у олигоценском период пре 35–30 милиона година (Mya), иако је ова група вероватно настала раније, са фосилом који се понекад приписује реду, морском птицом познатом као Tytthostonyx, која се налази у стенама касне креде (од пре 70 милиона година). Молекуларни докази сугеришу да су олујне бурнице биле прве које су се одвојиле од прастаре популације, а затим албатроси, а касније су се одвојили процелариди и ронилачке бурнице. Најранији фосилни албатроси пронађени су у стенама од еоцена до олигоцена, иако су неки од њих само условно приписани породици и чини се да ниједан није посебно близак живим облицима. То су Murunkus (средњи еоцен Узбекистана), Manu (рани олигоцен Новог Зеланда) и неописани облик из касног олигоцена Јужне Каролине. Најстарији широко прихваћени фосилни албатрос је Tydea septentrionalis из раног олигоцена из Белгије. Diomedavus knapptonensis је мањи од свих постојећих албатроса и пронађен је у касним олигоценским слојевима државе Вашингтон, САД. Plotornis се раније често сматрао бурницом, али је сада прихваћен као албатрос. Он потиче из средњег миоцена у Француској, из времена када је подела између четири модерна рода већ била у току, о чему сведоче Phoebastria californica и Diomedea milleri, обе врсте из средњег миоцена са Шарктут Хила у Калифорнији. Они показују да је до поделе између великих албатроса и севернопацифичких албатроса дошло до пре 15 милиона година. Слични фосилни налази на јужној хемисфери стављају расцеп између сивих албатроса и молимавка на раздобље пре 10 милиона година.
Фосилни запис албатроса на северној хемисфери је потпунији од оног на јужној, а многи фосилни облици албатроса су пронађени у северном Атлантику, који данас нема албатроса. Остаци колоније краткорепих албатроса откривени су на острву Бермуда, а већина фосилних албатроса са северног Атлантика припадала је роду Phoebastria (албатроси северног Пацифика); један примерак, Phoebastria anglica, пронађен је у наслагама у Северној Каролини и Енглеској. Због конвергентне еволуције, посебно костију ногу и стопала, остаци праисторијских псеудозубних птица (Pelagornithidae) могу се погрешно сматрати остацима изумрлих албатроса; Manu би могао бити такав случај, а сасвим је извесно да је претпостављена џиновска бутна кост албатроса из раног плеистоцена формације Дајиничи у Какегави, Јапан, заправо од једне од последњих псеудозубних птица. Aldiomedes angustirostris је била јединствена ускокљуна врста из плиоцена Новог Зеланда.